# كايو توريس
كايو توريس (بالبرتغالية: Caio Torres‏) مواليد 3 يونيو 1987 في ساو باولو، هو لاعب كرة سلة برازيلي. بدأ مسيرته الاحترافية في سنة 2002. يلعب في الدوري البرازيلي لكرة السلة كلاعب وسط. يحمل الرقم 13. مثّل منتخب بلاده. شارك في دورة الألعاب الأولمبية الصيفية سنة 2012. حقق المركز الأول في بطولة أمم الأمريكتين لكرة السلة 2005.

## المسيرة الاحترافية
لعب مع بينهيروس لكرة السلة من سنة 2002 إلى 2004، ثم لعب مع سي بي إستوديانتس في الدوري الإسباني من سنة 2005 إلى 2008، ثم لعب مع منورقة لكرة السلة من سنة 2009 إلى 2011، ثم لعب مع فلامنغو لكرة السلة من سنة 2011 إلى 2013.

## سجل المنافسة
شارك في المنافسات التالية:
- الألعاب الأولمبية الصيفية 2012
- بطولة أمم الأمريكتين لكرة السلة 2011
- بطولة أمم الأمريكتين لكرة السلة 2013

## الميداليات
| الميدالية | المسابقة                             |
| --------- | ------------------------------------ |
| ذهبية     | بطولة أمم الأمريكتين لكرة السلة 2005 |
| فضية      | بطولة أمم الأمريكتين لكرة السلة 2011 |
| ذهبية     | دورة الألعاب الأمريكية 2007          |

## روابط خارجية
- كايو توريس على موقع الاتحاد الدولي لكرة السلة (الإنجليزية)
- كايو توريس على موقع الدوري الإسباني لكرة السلة (الإسبانية)
- كايو توريس على موقع كرة السلة الأوروبية.كوم (الإنجليزية)
- كايو توريس على موقع DraftExpress.com (الإنجليزية)
- كايو توريس على موقع ريلجم (الإنجليزية)
- كايو توريس على موقع بروبوليرز (الإنجليزية)
- كايو توريس على موقع سبورتس رفرنس (الإنجليزية)
- كايو توريس على موقع أوليمبيديا (الإنجليزية)